# 토르스뷔시

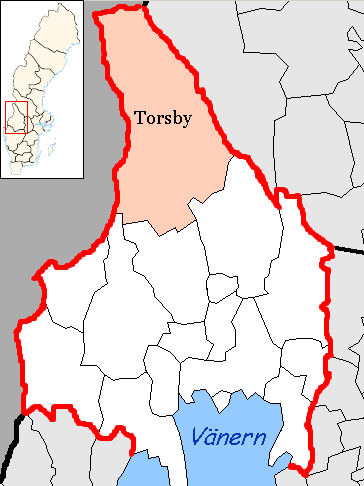
토르스뷔 시의 위치

토르스뷔시(스웨덴어: Torsby kommun)는 스웨덴 베름란드주에 위치한 지방 자치체로 행정 중심지는 토르스뷔이며 면적은 4,357.44km2, 인구는 12,169명(2016년 12월 31일 기준), 인구 밀도는 2.8명/km2이다.

시 문장